# Arquebisbat de Chicago
L'arquebisbat de Chicago (anglès: Archdiocese of Chicago; llatí: Archidioecesis Chicagiensis) és una seu metropolitana de l'Església catòlica que pertant a la Regió eclesiàstica VII (IL, IN, WI) a l'estat d'Illinois, als Estats Units. El 2010 tenia 2.383.000 batejats sobre 6.111.000 habitants dels comtats de Cook i Lake). Actualment està regida per l'arquebisbe Blase Joseph Cupich, assistit per sis vicaris episcopals, cadascun d'ells responsable d'un vicariat. El cardenal Francis George, qui serví entre 1997 i a 2014, va ser l'arquebisbe emèrit fins a la seva mort, el 17 d'abril de 2015.

## Territori
L'arxidiòcesi comprèn els Comtats de Cook i Lake, a l'estat estatunidenc d'Illinois.
La seu arxiepiscopal és la ciutat de Chicago, on es troba la catedral del Sant Nom de Jesús i les basíliques menors del santuari de Nostra Senyora dels Dolors, de Sant Jacint i de la Reina de Tots els Sants.
El territori s'estén sobre i està dividit en 357 parròquies, agrupades en 6 vicariats i en 31 deganats.

### La província eclesiàstica
La província eclesiàstica de Chicago, instituïda el 1880, s'estén sobre tot l'estat d'Illinois, i comprèn les següents sufragànies:
- bisbat de Belleville,
- bisbat de Joliet,
- bisbat de Peoria,
- bisbat de Rockford,
- bisbat de Springfield in Illinois.

## Història

### L'arrivada de missioners

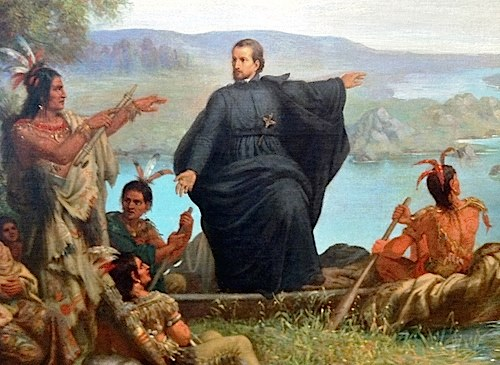
El Pare Marquette

Un missioner jesuïta francès, el reverend Jacques Marquette, SJ primer va explorar l'àrea que ara és Chicago en el segle xvii. El 4 de desembre de 1674, el Pare Marquette va arribar a la desembocadura del riu Chicago, on va construir una cabana per recuperar-se dels seus viatges. La seva cabina va esdevenir el primer assentament europeu en l'àrea ara coneguda com a Chicago. Marquette va publicar el seu estudi dels nous territoris i aviat més missioners francesos i colons va arribar.

### El primer prevere
En 1795, la tribu dels Potawatomi va signar el Tractat de Greenville que va cedir als Estats Units una zona de terra a la desembocadura del riu Chicago. Allà, en 1804, es va erigir Fort Dearborn i protegí els nouvinguts pioners catòlics. En 1822, Alexander Beaubien va esdevenir la primera persona a ser batejada a Chicago. En 1833, els missioners jesuïtes van escriure una carta al Reverendíssim Joseph Rosati, Bisbe de Saint Louis i Vicari General de Bardstown, demanant el nomenament d'un pastor resident de servir als més de cent catòlics que vivien a Chicago. Rosati va nomenar un sacerdot diocesà, el reverend John Mary Irenaeus Saint Cyr. El pare Saint Cyr va celebrar la seva primera missa en una cabana de fusta propietat de la família Beaubien al carrer Lake, prop de Market Street, en 1833.

### La primera parròquia
Amb un cost de quatre-cents dòlars, el Pare Saint Cyr va comprar una parcel·la de terreny en el que avui és la intersecció de Lake i State Streets i va construir una església, de 7,6 per 10,7 m. Es va dedicar a l'octubre de 1833. A l'any següent, el bisbe de Vincennes va visitar Chicago, on va trobar més de 400 catòlics amb només un sacerdot per servir-los a tots. El bisbe va demanar permís al bisbe Rosati enviar els Pares Fischer, Shaefer, Sant Palais, Dupontavice, i Joliet deVincennes per atendre les necessitats de la regió de Chicago. En 1837, al Pare Saint Cyr se li va permetre retirar-se i va ser reemplaçat pel primer sacerdot de parla anglesa de Chicago, el reverend James Timothy O'Meara. El Pare O'Meara va traslladar l'església construïda pel P. Saint Cyr al que avui és la intersecció de l'avinguda Wabash i Madison Street. Quan el Pare O'Meara va deixar Chicago, Saint Palais va enderrocar l'església i va reemplaçar-la amb una nova estructura de maó.

### L'establiment diocesà

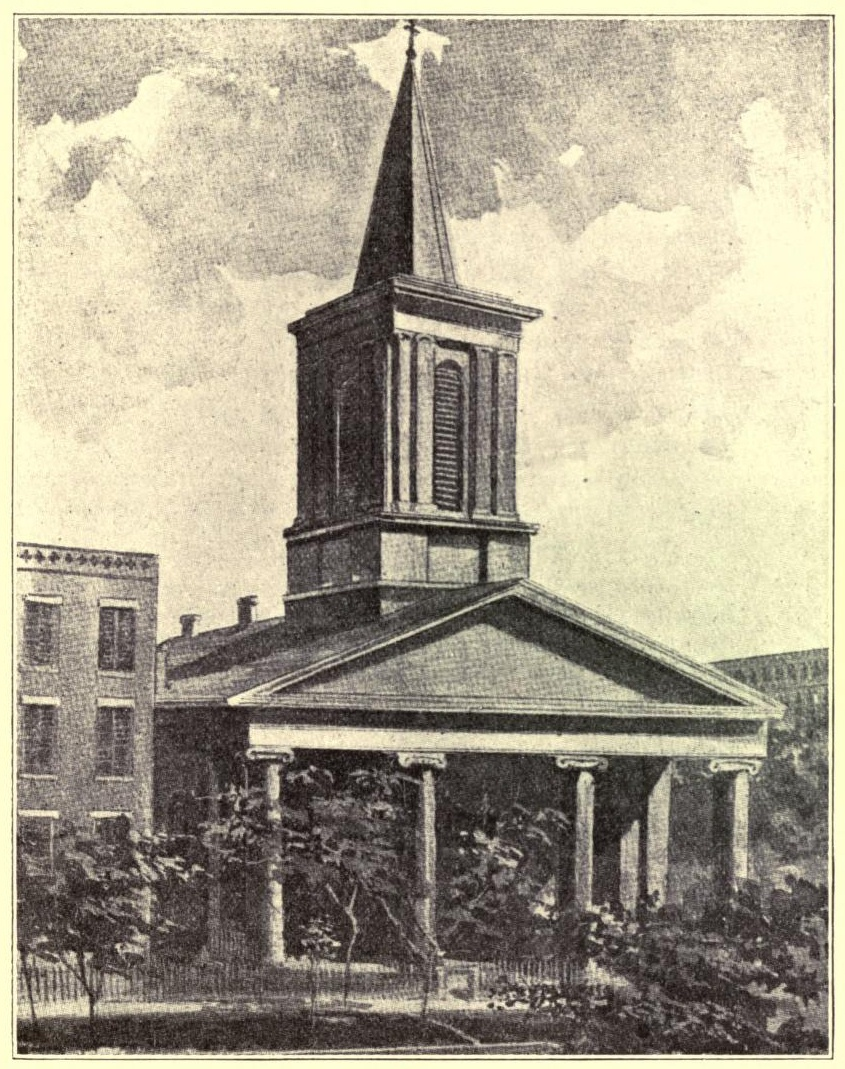
La catedral de Santa Maria

El Primer Concili Plenari de Baltimore va arribar a la conclusió que la població catòlica de Chicago estava creixent de manera exponencial i es trobava en extrema necessitat d'una seu episcopal pròpia. Amb el consentiment del Papa Gregori XVI, la diòcesi de Chicago va ser erigida canònicament el 28 de novembre de 1843. En 1844, William Quarter d'Irlanda va ser nomenat primer bisbe de Chicago. A la seva arribada, Quarter va convocar un sínode de 32 sacerdots de Chicago per començar l'organització de la diòcesi. Un dels èxits més importants de Quarter va ser l'èxit en la petició per a l'aprovació d'una llei de l'estat d'Illinois en 1845 que va declarar el bisbe de Chicago una entitat incorporada, una única empresa, amb poder per posseir béns immobles i una altra en fideïcomís per a propòsits religiosos. Això va permetre que el bisbe es dediqués a la construcció massiva de noves esglésies, col·legis i universitats per atendre les necessitats dels fidels catòlics de Chicago. Després de quatre anys de servei com a bisbe de Chicago, monsenyor Quarter va morir el 10 d'abril de 1848.

### L'incendi de 1871
L'Església va perdre gairebé un milió de dòlars en propietats en l'incendi de 1871 a Chicago, que la portà a la inestabilitat administrativa durant dècades.

### Establiment de l'arxidiòcesi
La part sud de l'estat d'Illinois es va separar de la diòcesi de Chicago en 1853, convertint-se en la Diòcesi de Quincy. La diòcesi de Quincy va passar a anomenar-se diòcesi d'Alton en 1857, i amb el temps va esdevenir la diòcesi de Springfield. La diòcesi de Peoria va ser establerta el 1877 a partir d'una altra divisió territorial de la diòcesi de Chicago.
Entre 1844 i 1879, el bisbe diocesà de la diòcesi de Chicago va ostentar el títol de bisbe de Chicago. Amb l'elevació de la diòcesi a arxidiòcesi el 1880, el bisbe de la diòcesi assumí el títol d'Arquebisbe de Chicago. Des de 1915, tots els arquebisbes de Chicago han estat honrats al consistori amb el títol de cardenal prevere i la pertinença al Col·legi de Cardenals. Els arquebisbes també tenen responsabilitats en els dicasteris de la Cúria Romana. Tots menys dos bisbes diocesans eren sacerdots diocesans abans d'assumir l'episcopat a Chicago. Dos procedien d'instituts religiosos: la Companyia de Jesús (James Van de Velde) i el Missioners Oblats de Maria Immaculada (Francis George).

### L'incendi de l'escola de Nostra Senyora dels Àngels

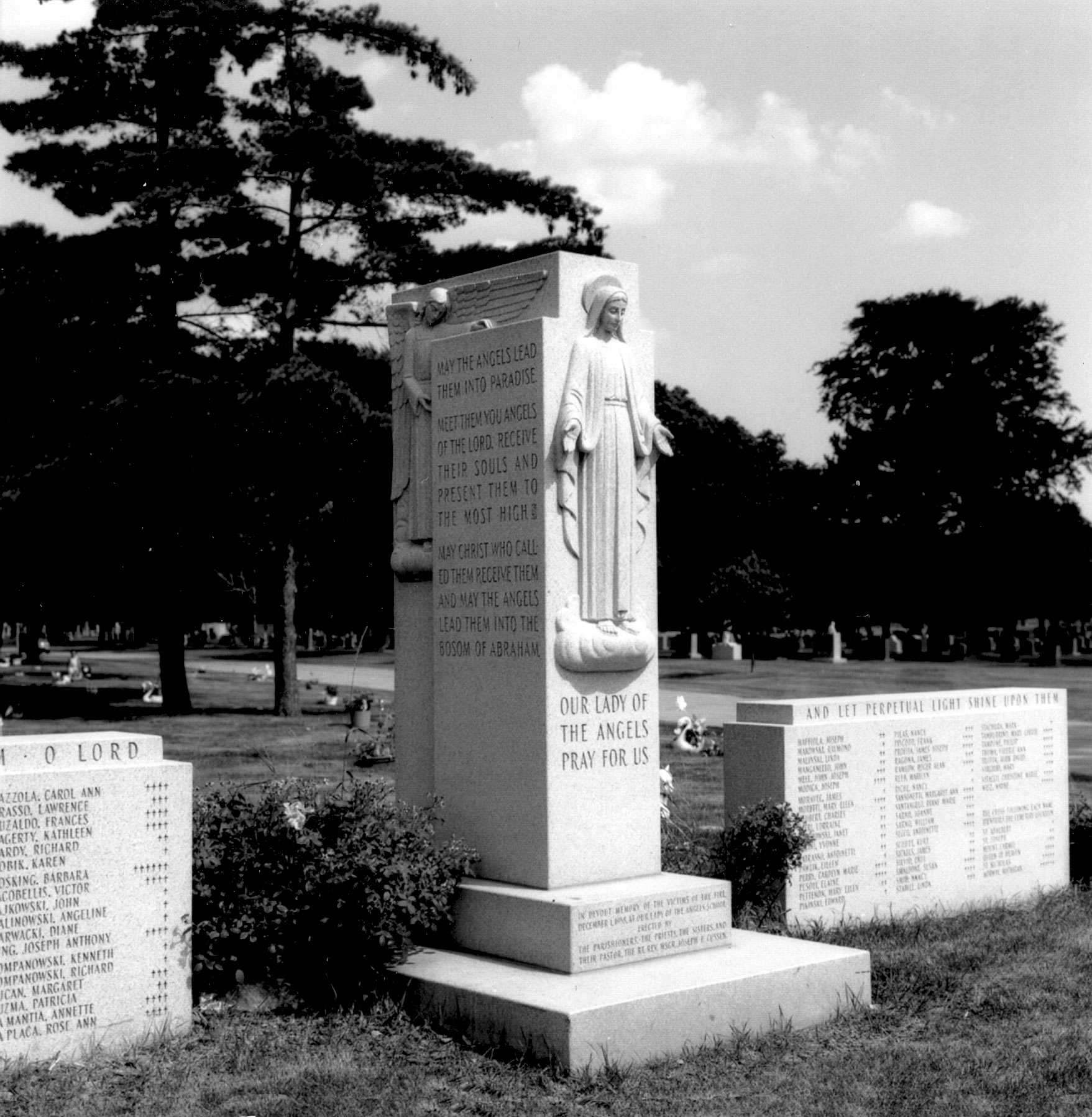
Monument a l'Incendi de l'escola de Nostra Senyora dels Àngels al cementiri Reina dels Cels

L'incendi de l'escola de Nostra Senyora dels Àngels va tenir lloc l'1 de desembre de 1958 a l'escola de Nostra Senyora dels Àngels, a la zona de Humboldt Park, a l'oest de Chicago. L'escola, que estava dirigida per l'arxiciòcesi, va perdre 92 alumnes i 3 monges en cinc classes del segon pis.

## Cronologia episcopal

Escut d'armes de la diòcesi

- William J. Quarter † (28 de novembre de 1843 - 10 d'abril de 1848 mort)
- James Oliver Van de Velde, S.J. † (1 de desembre de 1848 - 29 de juliol de 1853 nomenat bisbe de Natchez)
- Anthony O'Regan † (9 de desembre de 1853 - 25 de juny de 1858 renuncià)
- James Duggan † (21 de gener de 1859 - 10 de setembre de 1880 renuncià)
- Patrick D'agost deine Feehan † (10 de setembre de 1880 - 12 de juliol de 1902 mort)
- James Edward Quigley † (8 de gener de 1903 - 10 de juliol de 1915 mort)
- George William Mundelein † (9 de desembre de 1915 - 2 d'octubre de 1939 mort)
- Samuel Alphonsius Stritch † (27 de desembre de 1939 - 1 de març de 1958 nomenat pro-prefecte de la Congregació per a la Propagació de la Fe)
- Albert Gregory Meyer † (19 de setembre de 1958 - 9 d'abril de 1965 mort)
- John Patrick Cody † (14 de juny de 1965 - 25 d'abril de 1982 mort)
- Joseph Louis Bernardin † (8 de juliol de 1982 - 14 de novembre de 1996 mort)
- Francis Eugene George, O.M.I. † (7 d'abril de 1997 - 20 de setembre de 2014 jubilat)
- Blase Joseph Cupich, des del 20 de setembre de 2014

### Bisbes coadjutors (que no esdevingueren bisbe diocesà)
- † Thomas Patrick Roger Foley

### Bisbes auxiliars
- John R. Manz (5 de març de 1996 – present)
- Joseph N. Perry (29 de juny de 1998 – present)
- Francis J. Kane (19 de març de 2003 – present)
- George J. Rassas (2 de febrer 2006 – present)
- Andrew Peter Wypych (10 d'agost de 2011 – present)
- Alberto Rojas (10 d'agost de 2011 – present)

### Bisbes auxiliars jubilats
- John R. Gorman
- Raymond E. Goedert

### Bisbes auxiliars morts
- Alfred Leo Abramowicz
- Edwin Michael Conway
- Michael Dempsey
- Nevin William Hayes, O. Carm.
- William David O'Brien
- Bernard James Sheil
- Thad J. Jakubowski
- Timothy Joseph Lyne

### Bisbes que van ser preveres de l'arxidiòcesi
Els següents bisbes començaren el seu servei com a preveres de Chicago abans de ser nomenats bisbes arreu:
Vius
- Edward Braxton, Bisbe de Belleville, Illinois
- Wilton D. Gregory, Arquebisbe d'Atlanta
- James Patrick Keleher, Arquebisbe emèrit de Kansas City in Kansas
- Gerald Frederick Kicanas, Bisbe de Tucson
- Jerome Edward Listecki, Arquebisbe de Milwaukee
- Thomas J. Paprocki, Bisbe de Springfield in Illinois
- Gustavo García-Siller, M.Sp.S., Arquebisbe de San Antonio in Texas
- Edward James Slattery, Bisbe de Tulsa
- John George Vlazny, Arquebisbe emèrit de Portland in Oregon
- Plácido Rodriguez, CMF, Bisbe de Lubbock
- Robert Barron, Bisbe auxiliar de Los Angeles

Morts
| - Peter Joseph Baltes, Bisbe de Alton - Romeo Roy Blanchette, Bisbe de Joliet - Stanislaus Vincent Bona, Bisbe de Green Bay - Maurice Francis Burke, Bisbe de Saint Joseph - William Edward Cousins, Arquebisbe de Milwaukee - Edmund Michael Dunne, Bisbe de Peoria - Edward Joseph Dunne, Bisbe de Dallas - Edward Egan, Cardenal, Arquebisbe emèrit de New York - Edward Francis Hoban, Bisbe de Cleveland - Thomas Joseph Grady, Bisbe d'Orlando - James Aloysius Griffin, Bisbe de Springfield in Illinois - William Richard Griffin, Auxiliary Bisbe de La Crosse - Raymond Peter Hillinger, Bisbe de Rockford - John Richard Keating, Bisbe d'Arlington - Moses E. Kiley, Arquebisbe de Milwaukee - Francis Joseph Magner, Bisbe de Marquette | - Paul Marcinkus, Ex-President de la Banca Vaticana - John L. May, Arquebisbe de St. Louis - Alexander Joseph McGavick, Bisbe de La Crosse - William Edward McManus, Bisbe de Fort Wayne-South Bend - John McMullen, Bisbe de Davenport - Martin Dewey McNamara, Bisbe de Joliet - Peter Muldoon, Bisbe de Rockford - Thomas Joseph Murphy, Arquebisbe de Seattle - William Aloysius O'Connor, Bisbe de Springfield in Illinois - Cletus F. O'Donnell, Bisbe de Madison - Ernest John Primeau, Bisbe de Manchester - Paul Peter Rhode, Bisbe de Green Bay - Patrick William Riordan, Arquebisbe de San Francisco - Raymond James Vonesh, Bisbe auxiliar de Joliet in Illinois - Aloysius John Wycislo, Bisbe de Green Bay |

## Estadístiques
A finals del 2010, la diòcesi tenia 2.383.000 batejats sobre una població de 6.111.000 persones, equivalent al 39,0% del total.
| any  | població  | població  | població | sacerdots | sacerdots       | sacerdots       | sacerdots             | diaques | religiosos | religiosos | parroquies |
| ---- | --------- | --------- | -------- | --------- | --------------- | --------------- | --------------------- | ------- | ---------- | ---------- | ---------- |
| any  | batejats  | total     | %        | total     | clergat secular | clergat regular | batejats por sacerdot | diaques | homes      | dones      |            |
| 1950 | 1.706.000 | 4.276.000 | 39,9     | 2.193     | 1.199           | 994             | 777                   |         | 994        | 387        | 393        |
| 1959 | 2.027.243 | 4.687.889 | 43,2     | 2.702     | 1.240           | 1.462           | 750                   |         | 1.867      | 8.603      | 439        |
| 1966 | 2.340.000 | 5.717.800 | 40,9     | 2.926     | 1.344           | 1.582           | 799                   |         | 2.231      | 9.606      | 453        |
| 1970 | 2.424.591 | 5.757.000 | 42,1     | 2.684     | 1.549           | 1.135           | 903                   |         | 1.460      | 8.331      | 461        |
| 1976 | 2.420.950 | 5.936.200 | 40,8     | 2.449     | 1.313           | 1.136           | 988                   | 228     | 1.689      | 5.847      | 452        |
| 1980 | 2.406.728 | 5.750.405 | 41,9     | 2.363     | 1.213           | 1.150           | 1.018                 | 400     | 1.740      | 5.040      | 449        |
| 1990 | 2.350.000 | 5.779.000 | 40,7     | 2.173     | 1.196           | 977             | 1.081                 | 537     | 1.542      | 4.561      | 416        |
| 1999 | 2.358.000 | 5.682.000 | 41,5     | 1.727     | 928             | 799             | 1.365                 | 612     | 1.366      | 3.176      | 378        |
| 2000 | 2.384.000 | 5.676.000 | 42,0     | 1.708     | 908             | 800             | 1.395                 | 611     | 1.316      | 3.223      | 378        |
| 2001 | 2.394.000 | 5.803.000 | 41,3     | 1.693     | 876             | 817             | 1.414                 | 618     | 1.333      | 3.340      | 378        |
| 2002 | 2.442.000 | 6.052.000 | 40,4     | 1.788     | 870             | 918             | 1.365                 | 621     | 1.423      | 2.967      | 378        |
| 2003 | ?         | 6.047.000 | ?        | 1.737     | 851             | 886             | ?                     | 624     | 1.410      | 2.806      | 374        |
| 2004 | 2.442.000 | 6.104.000 | 40,0     | 1.781     | 944             | 837             | 1.371                 | 632     | 1.335      | 2.618      | 373        |
| 2006 | 2.348.000 | 6.021.000 | 39,0     | 1.682     | 895             | 787             | 1.395                 | 632     | 1.272      | 2.397      | 366        |
| 2009 | 2.364.000 | 6.062.000 | 39,0     | 1.698     | 909             | 789             | 1.392                 | 646     | 1.186      | 2.067      | 359        |
| 2010 | 2.383.000 | 6.111.000 | 39,0     | 1.692     | 905             | 787             | 1.408                 | 643     | 1.162      | 1.966      | 357        |